# Matplotlib
Matplotlib — библиотека на языке программирования Python для визуализации данных двумерной и трёхмерной графикой. Получаемые изображения могут быть использованы в качестве иллюстраций в публикациях.
Matplotlib написан и поддерживался в основном Джоном Хантером (англ. John Hunter) и распространяется на условиях BSD-подобной лицензии. Генерируемые в различных форматах изображения могут быть использованы в интерактивной графике, в научных публикациях, графическом интерфейсе пользователя, веб-приложениях, где требуется построение диаграмм (англ. plotting). В документации автор признаётся, что Matplotlib начинался с подражания графическим командам MATLAB, но является независимым от него проектом.
Версия 2.1.1 — последняя стабильная — требует Python версии 2.7 или от 3.4 и выше и версию NumPy от 1.7.1 и выше.
Библиотека Matplotlib построена на принципах ООП, но имеет процедурный интерфейс pylab, который предоставляет аналоги команд MATLAB.

## Возможности
Matplotlib является гибким, легко конфигурируемым пакетом, который вместе с NumPy, SciPy и IPython предоставляет возможности, подобные MATLAB. В настоящее время пакет работает с несколькими графическими библиотеками, включая wxWindows и PyGTK.
Пакет поддерживает многие виды графиков и диаграмм:
- Графики (англ. line plot)
- Диаграммы рассеяния (англ. scatter plot)
- Столбчатые диаграммы (англ. bar chart) и гистограммы (англ. histogram)
- Круговые диаграммы (англ. pie chart)
- Диаграммы стебель-листья (англ. stem plot)
- Контурные графики (англ. contour plot)
- Поля градиентов (англ. quiver)
- Спектральные диаграммы (англ. spectrogram)

Пользователь может указать оси координат, решетку, добавить надписи и пояснения, использовать логарифмическую шкалу или полярные координаты.
Несложные трёхмерные графики можно строить с помощью набора инструментов (toolkit) mplot3d. Есть и другие наборы инструментов: для картографии, для работы с Excel, утилиты для GTK и другие.
С помощью Matplotlib можно делать и анимированные изображения.
Набор поддерживаемых форматов изображений, векторных и растровых, можно получить из словаря FigureCanvasBase.filetypes. Типичные поддерживаемые форматы:
- Encapsulated PostScript (EPS)
- Enhanced Metafile (EMF)
- JPEG
- PDF
- PNG
- Postscript
- RGBA («сырой» формат)
- SVG
- SVGZ
- TIFF

Кроме того, на основе классов пакета можно создавать и другие модули. Например, для генерации искрографиков.

## Пример
Следующий пример иллюстрирует построение графика:
```
from
 
pylab
 
import
 
*

plot
(
range
(
1
,
 
20
),

     
[
i
 
*
 
i
 
for
 
i
 
in
 
range
(
1
,
 
20
)],
 
'ro'
)

savefig
(
'example.png'
)

show
()

```

Результат работы примера в формате PNG: